# Ландума (народ)

Гвинея

Ландума — народ, проживающий в приморской части Гвинеи. Общая численность составляет 21 тыс. человек.

## Традиционный язык
Говорят на языке ландума, который относится к группе мель нигеро-кордофанской семьи. Существует два диалекта — собственно ландума и тиапи.

## История
По вероисповеданию есть мусульмане-сунниты и христиане (католики). По языку и культуре ландума схожа с бага, ммани, киси, налу, лимба, буллом. С конца XIX века ландума ассимилируются сусу.
Несколько веков назад ландума проживали в заболоченных, влажных, прорезанных множеством рек районах. В колониальную эпоху занимались  торговлей с европейцами (Кальщиков, 1999).

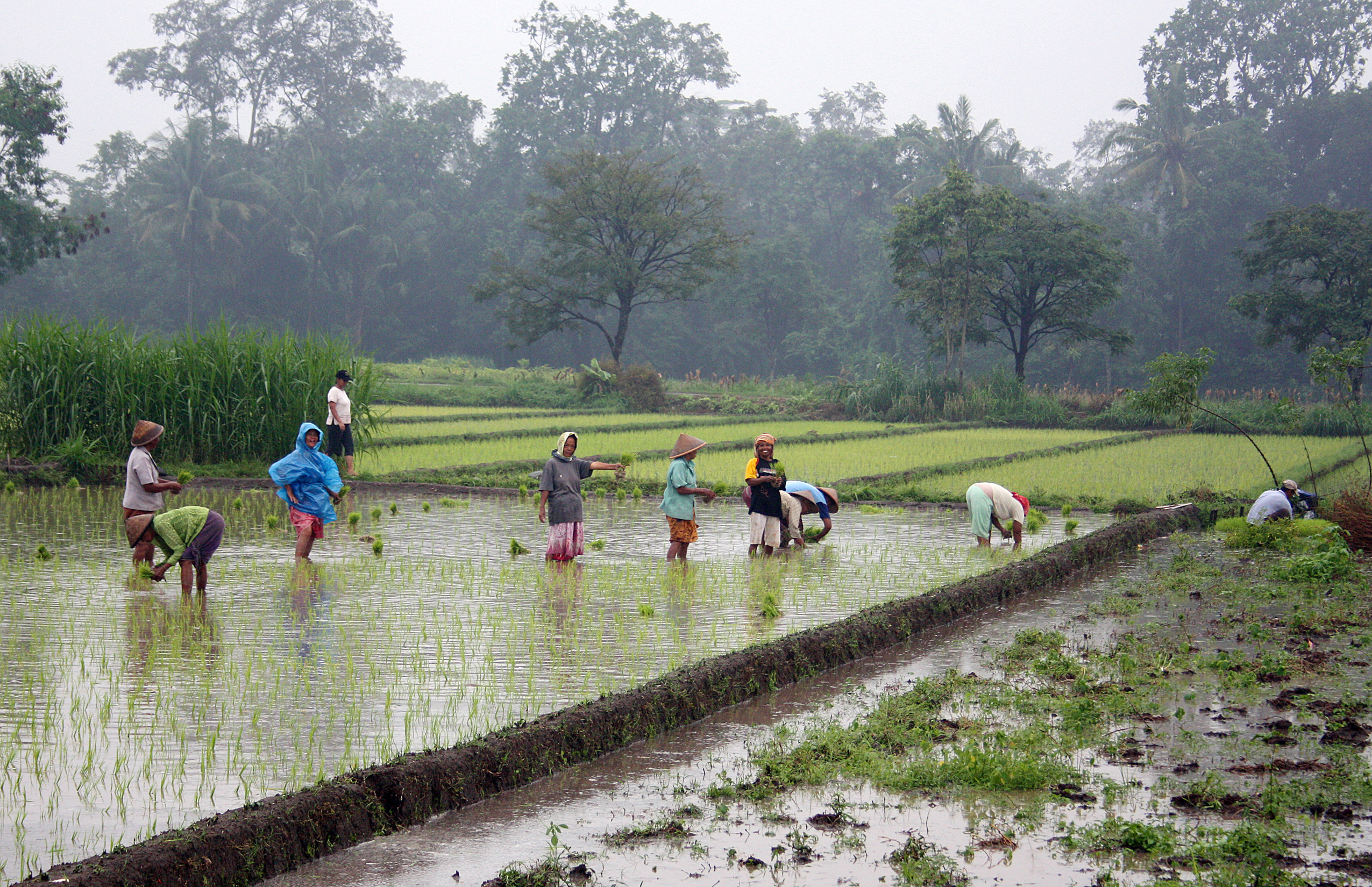
Собирание риса Java, Гвинея

## Традиционные занятия
Ландума занимается ручным земледелием и рыболовством: выращивают рис, бананы, маниок, батат, кукурузу, с XIX века — кофейное дерево, арахис и сахарный тростник.При выращивании риса используют лопатообразное универсальное орудие длиной до 2,5 м. Из ремесленных дел хорошо развита обработка дерева(особенно изготовление масок).

## Традиционные жилища
Жилище в основном суданского типа — небольшие круглые хижины с конической крышей из листьев или соломы. Деревни в основном кучевого типа, где проживают около 100-150  жителей (Ольдерогге, 370).

## Традиционная одежда
Традиционной одеждой считаются набедренные повязки и юбки из растительных волокон, но в последнее время европейская одежда приобретает большую популярность.

## Традиционная пища
В рационе ландума в основном преобладает растительная пища (каши, похлёбки, пюре).

## Семья
Зачастую семьи полигинные и большие. Счёт родства патрилинейный. Брак патрилокальный. Раньше все взрослые объединялись в мужские и женские тайные союзы.В рамках союзов осуществлялись инициации. До сих пор сохраняются культы предков и сил природы (Аникина, 1995).